# Alliance unie (Montserrat)
L'Alliance unie (en anglais : United Alliance abrégé UA) est un parti politique à Montserrat, un territoire d'outre-mer autonome du Royaume-Uni.

## Histoire
Le parti est créé en 2024 par Reuben Meade, ancien Premier ministre, en vue des élections législatives. Celui-ci remporte le scrutin en obtenant cinq des neuf sièges à pourvoir, permettant à son chef d'être nommé Premier ministre et de former un nouveau gouvernement.

### Élections législatives
| Élection | Votes | %     | Rang | Siège | +/– | Gouvernement |
| -------- | ----- | ----- | ---- | ----- | --- | ------------ |
| 2024     | 7 676 | 38,72 | Nv   | 5 / 9 | 1er | Gouvernement |